# Gutierre Alderete de Silva
Gutierre Alderete da Silva (c. 1070 -?) fue un ricohombre del condado portucalense, miembro de la casa de Silva, y fue uno de los compañeros del conde  Enrique de Borgoña. Fue señor de la Torre de Silva y del castillo de Alderete. En el Reino de León fue también ricohombre durante el reinado de  Alfonso VI «el Bravo» y Alfonso VII «el Emperador». En la Crónica del Emperador Don Alfonso VII, Sandoval menciona a un “Dom Gutierre Peláez”, quien en el año 1130 era ricohombre del rey Alfonso VII de Castilla y León y lo acompañó en la batalla contra los moros en el mismo año.

## Relaciones familiares
Era hijo de Pelayo Gutiérrez de Silva y Adosinda Ermigues, hija de Ermígio Aboaza y Vivili Turtezendes, hija de Turtezendo Galíndez (Guedes). Se casó con María Pérez de Ambia de quien tuvo:
- Pelayo Gutiérrez de Silva, conocido como “ o escacha”, se casó dos veces, la primera con Sancha Anes hija de  Juan Ramírez, señor de Montoro y la segunda con Urraca Rabaldes.
- Aldonza Gutiérrez de Silva, casada con Suero Guedes, señor de Baiao.